# Cinco de Mayo, Tihuatlán
Cinco de Mayo är en ort i Mexiko.   Den ligger i kommunen Tihuatlán och delstaten Veracruz, i den sydöstra delen av landet, 220 km nordost om huvudstaden Mexico City. Cinco de Mayo ligger 97 meter över havet och antalet invånare är 207.
Terrängen runt Cinco de Mayo är platt. Runt Cinco de Mayo är det ganska tätbefolkat, med 179 invånare per kvadratkilometer. Närmaste större samhälle är Tihuatlan, 3,9 km sydväst om Cinco de Mayo. Trakten runt Cinco de Mayo består till största delen av jordbruksmark.